# Rhinotragus trilineatus
Rhinotragus trilineatus är en skalbaggsart som beskrevs av White 1855. Rhinotragus trilineatus ingår i släktet Rhinotragus och familjen långhorningar. Inga underarter finns listade i Catalogue of Life.